# Ганс Генріх Ламмерс
Ганс Генріх Ламмерс (нім. Hans Heinrich Lammers) — німецький суддя, юрист, державний діяч Третього рейху, начальник Імперської канцелярії в ранзі імперського статс-секретаря (30 січня 1933 року — 26 листопада 1937 роки), рейхсміністр без портфеля і голова Імперської канцелярії (26 листопада 1937 року — 1944 рік), постійний член та заступник голови Ради по обороні Рейху (з 30 листопада 1939 року), Обергруппенфюрер СС (з 20 квітня 1940 року), член Академії німецького права і керівник Імперського союзу німецьких академіків адміністративного права.

## Біографія
Син лікаря. Після закінчення євангельської школи в Пльоссі навчався на юридичних факультетах Бреслауського і Гейдельберзького університетів. Потім після року військової служби став працювати в органах прусської юстиції. У 1901 році він здав стажерський іспит, після чого став працювати асистентом в університеті. У 1904 році захистив докторську дисертацію на тему про проблему пенсійної заборгованості в Цивільному кодексі і деякий час проходив судову практику. У 1906 році був зарахований в лейтенанти резерву. З 1906 року працював судовим асесором в Бреслау, з 1912 року — земельним суддею в Бойтені (Верхня Сілезія). 29 квітня 1912 року в Глейвице одружився з Ельфрідою Тепел (1894—1945). У них народилися дві дочки (1914 і 1918 р. н.).
У 1914 році пішов добровольцем на фронти Першої світової війни, був капітаном резерву в 51-м Нижньосілезькому піхотному полку у Вроцлаві. У 1917 році втратив ліве око і тому був переведений у співробітники з адміністративних питань Імператорського генерал-губернаторства в Варшаві. За бойові заслуги на війні в 1914 році був нагороджений Залізним хрестом 1-го і 2-го класу.
Після закінчення війни повернувся до юридичної практики. Вступив до лав Німецької національної народної партії. З кінця 1920 року став служити в Імперському міністерстві внутрішніх справ. З 1921 року він — оберрегірунгсрат (старший урядовий радник), з 1922 року — міністерат (радник міністерства) і директор конституційної групи в державному правовому департаменті. У лютому 1932 року вступив у НСДАП (квиток № 1 010 355), а 29 вересня 1933 року — в СС (квиток № 118 401) і відразу ж отримав чин опергруппенфюрера СС.

### На посаді голови Імперської канцелярії

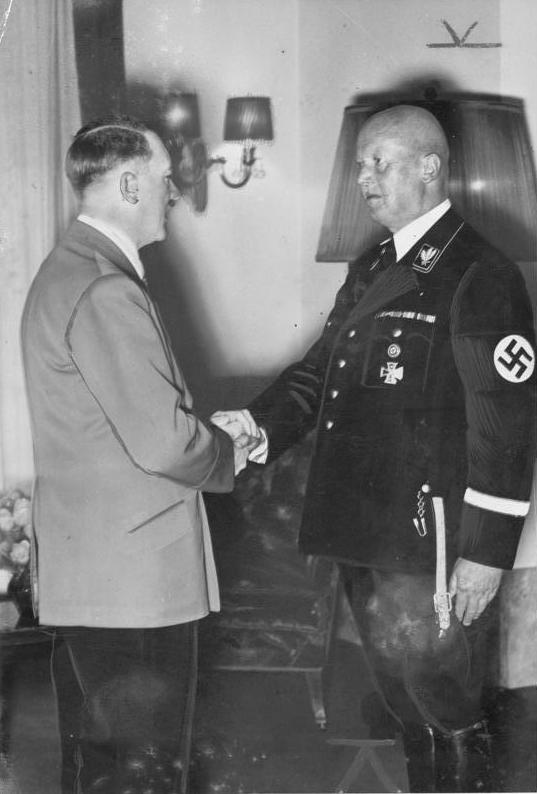
Рейхсканцлер Адольф Гітлер вітає Ламмерса з 60-річчям; травень 1939

30 січня 1933 року, в день призначення Адольфа Гітлера рейхсканцлером і формування їм нового уряду, Ламмерс стає начальником Імперської канцелярії в ранзі імперського статс-секретаря.
Ламмерс був однією з ключових фігур гітлерівської системи влади, хоча й не належав до найближчого оточення Гітлера. 26 листопада 1937 він був переведений з рангу імперського статс-секретаря в ранг рейхсміністра без портфеля, залишаючись шефом Імперської канцелярії. На цьому своєму посту Ламмерс був головною ланкою між фюрером і членами Імперського кабінету і взагалі всіма державними і урядовими органами різного рівня. Особливо роль Ламмерса зросла після 1938 року, коли Гітлер взагалі перестав збирати Імперський уряд на свої засідання, вважаючи за краще мати справу з конкретними рейхсміністром.
30 листопада 1939 року Ламмерс став членом Ради з оборони Рейху, головою якої був Гітлер. У 1943 році разом з начальником Партійної канцелярії Мартіном Борманом і начальником Верховного головнокомандування вермахту Вільгельмом Кейтелем склали т. н. «Комітет трьох», через який А. Гітлеру проходили всі документи. Фактично без згоди цих трьох людей не приймалося жодного важливого рішення.
В кінці війни був фактично відсторонений Мартіном Борманом від влади. 23 квітня 1945 року з юридичної точки зору обґрунтував для Германа Герінга як офіційного наступника Гітлера можливість прийняття ним на себе керівництва Рейхом, бо згідно із законом від 29 червня 1941 Герінг ставав наступником фюрера в разі, якщо той буде «нездатен керувати країною», а реальна влада Гітлера в той момент не поширювалася далі Берліна і прилеглих територій. Г. Герінг в спеціальній телеграмі Гітлеру питав його згоди на прийняття ним на себе функцій керівника уряду, заявивши, що якщо він не отримає відповіді на 22 годину, то буде вважати це згодою. У цих діях Г. Герінга і Г. Г. Ламмерса підтримали також начальник Канцелярії керівника партії Філіпп Боулер і генерал К. Коллер. Г. Герінг тоді ж отримав від Гітлера категоричний наказ, що забороняв йому брати на себе ініціативу. Одночасно за наказом Мартіна Бормана Ламмерс разом з Герінгом, а також Ф. Боулером і Карлом Коллером був заарештований загоном СС як державний зрадник. М. Борман у спеціальній телеграмі шефу РСХА Е. Кальтенбруннеру наказав розстріляти зрадників, але наказ залишився невиконаним. 5 травня 1945 загін СС передав охорону змовників підрозділам Люфтваффе, після чого вони були негайно звільнені.

### Арешт, суд та відбуття покарання
У травні 1945 року був заарештований американськими військами. Виступав як свідок на Нюрнберзькому процесі у справі головних військових злочинців. 11 квітня 1949 року на процесі Американського військового трибуналу по «Справі Вільгельмштрассе» Ламмерс був засуджений до 20 років тюремного ув'язнення. Відбував ув'язнення в тюрмі в Ландсберзі-на-Леху. 31 січня 1951 року Верховний окупаційний комісар Джон Макклой знизив Ламмерсу термін до 10 років, а 16 грудня 1951 року Ламмерс був звільнений.

## Нагороди
- Залізний хрест 2-го і 1-го класу
- Хрест «За військові заслуги» (Ліппе) 2-го класу
- Орден дому Ліппе, почесний хрест 2-го класу
- Хрест «За заслуги у військовій допомозі»
- Орден дому Саксен-Ернестіне
  - лицарський хрест 1-го класу з мечами
  - великий хрест (1935)
- Нагрудний знак «За поранення» в сріблі
- Сілезький Орел 2-го ступеня
- Почесний кут старих бійців
- Кільце «Мертва голова»
- Почесна шпага рейхсфюрера СС
- Почесний знак Німецького Червоного Хреста 2-го і 1-го ступеня
- Пам'ятна військова медаль (Угорщина) з мечами
- Німецький Олімпійський знак 1-го класу (1936)
- Золотий партійний знак НСДАП (31 січня 1937)
- Почесний хрест ветерана війни з мечами (1938)
- Медаль «У пам'ять 13 березня 1938 року»
- Медаль «У пам'ять 1 жовтня 1938» із застібкою «Празький град»
- Орден Корони (Югославія) 1-го класу
- Орден Корони Італії, великий хрест
- Орден Святих Маврикія та Лазаря, великий хрест (Королівство Італія)
- Золотий почесний знак Гітлер'югенду з дубовим листям
- Почесний знак «За вірну службу» 2-го ступеня (25 років; 6 липня 1939)
- Імперський орден Ярма та Стріл, медаль (Іспанія; 9 лютого 1941)
- Орден Священного скарбу 1-го класу (Японська імперія; 29 березня 1941)
- Медаль «За вислугу років у НСДАП» в бронзі (10 років)